# Benja Chojnacka
Bernadetta (Benja) Chojnacka is een Pools voormalig volleybalster.

## Levensloop
Chojnacka was onder meer actief bij Asterix Kieldrecht. Als speelster van deze club werd ze eenmaal landskampioen en tweemaal bekerwinnaar.